# Terence Cuneo

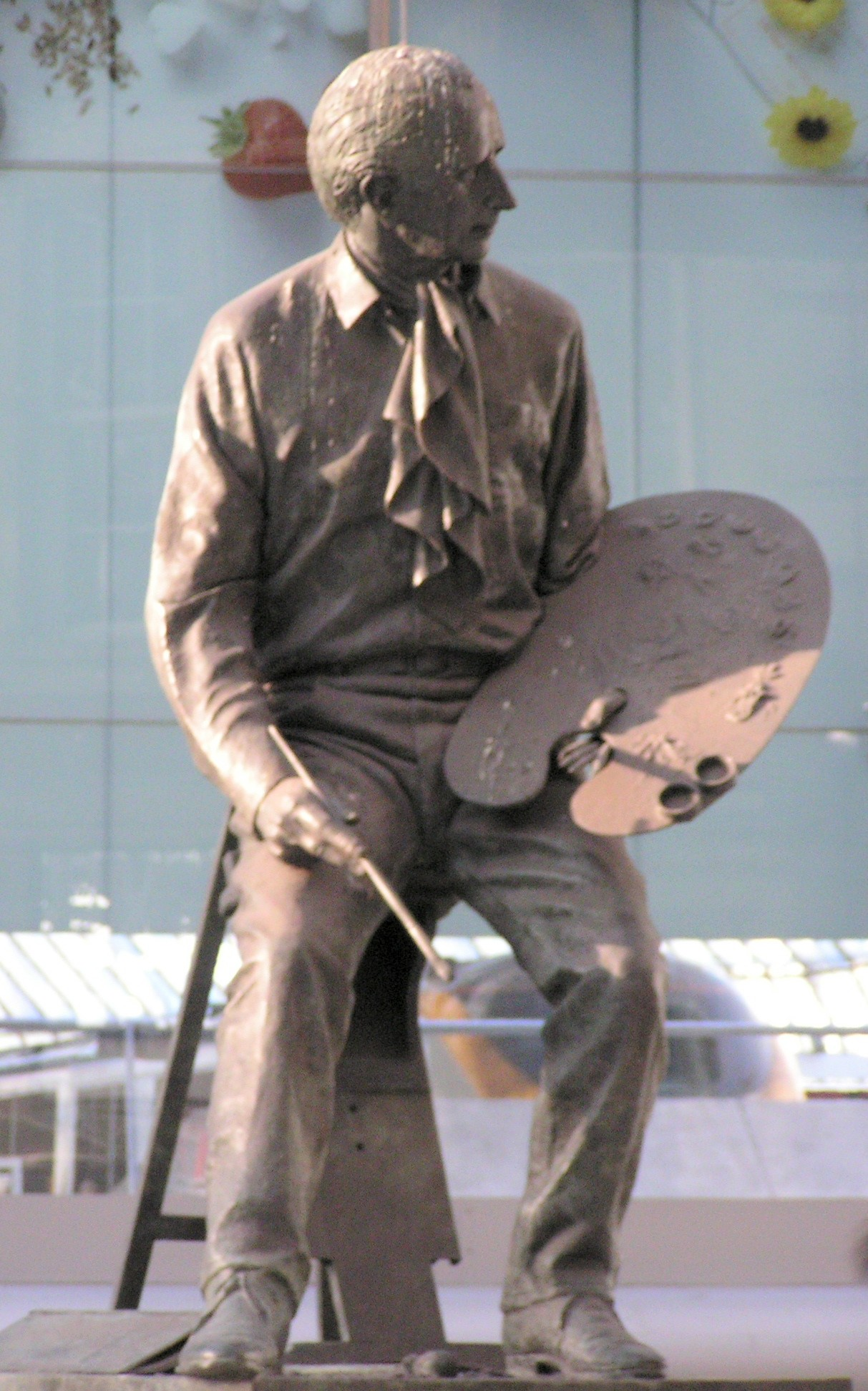
Denkmal für Terence Cuneo in der Waterloo Station

Terence Cuneo CVO, OBE (* 1. November 1907 in London; † 3. Januar 1996) war ein englischer Maler, der vor allem Eisenbahnen, Rennpferde und Militär-Szenen im Bild festhielt. Auch war er offiziell beauftragter Künstler für die Krönungszeremonie der britischen Monarchin im Jahr 1953.

## Leben und Werk
Cuneo wurde in London als Sohn des Italieners Cyrus Cincinato Cuneo und der Nell Marion Tenison, die sich während ihrer Kunststudien bei James McNeill Whistler in Paris kennengelernt hatten, geboren. Er studierte am Chelsea College of Art and Design und an der Slade School of Fine Art, bevor er als Illustrator für Magazine, Bücher und Periodika arbeitete. Ab 1936 begann er neben seinen Zeichnungen und Illustrationen auch in Öl zu arbeiten. Im Zweiten Weltkrieg diente er als Sappeur, arbeitete aber auch für das War Artists Advisory Committee, indem er Illustrationen von Flugzeugteilen herstellte und Kriegsereignisse im Bild festhielt.
Nach dem Krieg wurde Cuneo zunächst damit beauftragt, eine Reihe von Illustrationen zu Eisenbahnen, Brücken und Lokomotiven anzufertigen. Ein Meilenstein in seiner Karriere wurde seine Beauftragung, als offizieller Künstler der Krönungszeremonie von Königin Elisabeth II. beizuwohnen, was ihm sofort einen Namen und weltweite Publizität verschaffte. Er bekam dadurch zusätzliche Aufträge aus der Industrie. Das Sujet waren vor allem die Produktion, Industrieanlagen, Straßenbauwerke und immer wieder Eisenbahnanlagen. Auch Landschaftsmalerei und Porträtaufträge wurden erteilt.
Viele seiner Werke ab 1956 enthielten eine Maus, teilweise lebensecht, manchmal als Comic, die zu seinem Markenzeichen wurde. Viele der Mäuse sind schwer zu finden; selbst einige seiner Porträts beinhalten eine.
Seine Werke wurden für die unterschiedlichsten Zwecke verwendet, sie dienten zur Gestaltung von Bucheinbänden, Postern, Produktverpackungen und selbst Royal-Mail-Briefmarken. Viele Museen wie beispielsweise die Royal Institution oder die Guildhall Art Gallery stellen Werke von ihm aus.

## Rezeption
Cuneo wurde mehrfach ausgezeichnet, so mit dem Order of the British Empire und dem Royal Victorian Order. Ein überlebensgroßes Bronzedenkmal Cuneos von Philip Jackson steht heute im Hauptdurchgang des Bahnhofs Waterloo in London. Es wurde von dem 2002 gegründeten Terence Cuneo Memorial Trust in Auftrag gegeben, um dem Künstler eine dauerhafte Gedenkstätte an einem Ort zu geben, an dem er sich gerne aufgehalten hat und wo ihm viele Menschen begegnen. Auch an dem Denkmal ist eine Maus versteckt, die aus dem auf dem Boden liegenden Skizzenblock herausschaut. Außerdem wird an der Slade School of Art jährlich ein vom Trust gestifteter Preis ausgelobt.
1991 taufte die East Coast (Bahnbetriebsgesellschaft) ihrer Elektrolokomotive 91111 auf den Namen „Terence Cuneo“. An der Lok wurde eine von Cuneo gemalte Maus angebracht.

## Bibliographien
- John F. C. Westerman und Terence Cuneo (Illustrator): Menace From The Air. Oxford University Press, 1938
- T. Cuneo: The railway painting of Terence Cuneo. New Cavendish Books, 1984
- Guild of Railway Artists (forward by T. Cuneo): To The Seaside. David Charles (London), 1990
- Narisa Chakra: Terence Cuneo: Railway Painter of the Century. New Cavendish Books, 1990